# Xırdalan
Xırdalan (do 1991 Kirowskij) – miasto w Azerbejdżanie, stolica rejonu Abşeron. 
Według danych z 2020 roku miasto liczy 100 900 mieszkańców. Ośrodek przemysłowy.